# Château Frontenac
Lo Château Frontenac, nel centro di Québec, è un albergo nonché uno dei monumenti più celebri della città.

## Storia
Fu costruito tra la fine del XIX e l'inizio del XX secolo dall'architetto Bruce Price per la società canadese delle ferrovie Canadian Pacific Railways ed è uno dei Canadian Pacific Hotels. Price utilizzò elementi architettonici medioevali e rinascimentali ispirandosi in particolare ai castelli della Francia e della Scozia. Il castello è oggi uno dei più esclusivi alberghi del Canada, con 600 stanze su 18 piani. Cugino dello Chateau Lac Louis sulle rive del Lac Louis in Alberta, il suo nome deriva da quello del Governatore della Colonia della Nuova Francia, Louis de Buade Comte de Frontenac et de Palluau (1662-1698).

### Le suite
Gran parte delle sue suite portano i nomi dei capi di stato che vi sono stati ospiti, tra cui:
- La suite Trudeau, dai due Primi Ministri canadesi, Pierre Trudeau e Justin Trudeau.[1]
- La suite Churchill, occupata dal Primo Ministro britannico Winston Churchill in occasione delle due conferenze tenutesi a Québec durante la seconda guerra mondiale (Prima Conferenza di Québec, del 1943, e Seconda conferenza di Québec, del 1944)
- La suite Roosevelt, occupata dal Presidente degli Stati Uniti d'America, Franklin Delano Roosevelt in occasione di entrambe le conferenze[1]
- La suite De Gaulle, occupata dal generale e poi presidente francese
- La suite Elisabetta II, occupata dalla regina d'Inghilterra Elisabetta II[1]